# 戴维·奥曼
克拉斯·戴维·奥曼（瑞典語：Klas David Åhman，2001年12月20日—），瑞典男子沙滩排球运动员。他曾搭档约纳坦·赫尔维格代表瑞典参加2024年夏季奥林匹克运动会男子沙滩排球比赛，获得一枚金牌。